# ルートヴィヒ・ナイグル
ルートヴィヒ・ナイグル(ドイツ語: Ludwig Neigl、1921年8月5日 - 2003年9月23日)は、ドイツの陸軍軍人。最終階級は陸軍軍曹。
第二次世界大戦ではドイツ陸軍第519重戦車駆逐大隊に所属し、対戦車自走砲ナースホルンの車長を務めた。ソ連の中戦車T-34などを多数撃破した功績から騎士鉄十字章を受章している。

## 叙勲
- 鉄十字章
  - 二級鉄十字勲章1939年章
  - 一級鉄十字勲章1939年章
- 戦傷章
  - 戦傷章黒章
- 1941年/1942年東部戦線冬季戦記章
- 一般突撃章
- 騎士鉄十字章
  - 騎士鉄十字章 (1944年7月27日)[1]